# 條紋擬雀鯛
條紋擬雀鯛（学名：Pseudochromis striatus），又名條紋准雀鯛、准雀鯛、紅獅公、紅貓仔，为輻鰭魚綱鱸形目擬雀鯛科擬雀鯛屬下的一种熱帶海水魚，其种加词“striatus”意为“有条纹的”。分布於西太平洋台灣、琉球群島、菲律賓海域，深度15-37公尺，本魚體延長而側扁，頭部橙色，下頷、前腹部下緣黃色，體色為褐色，體側具有數條縱向深色條紋，尾鰭有一黑色大黑斑，背鰭硬棘3枚；背鰭軟條26枚；臀鰭硬棘3枚；臀鰭軟條15枚，體長可達3.2公分，棲息在珊瑚礁區或礁緣沙地，通常單獨活動，具有地域性，屬肉食性，可做為觀賞魚。